# Нововоронеж
Нововоро́неж — город в Воронежской области России. Образует административно-территориальную единицу и муниципальное образование городской округ город Нововоронеж с единственным населённым пунктом в его составе.
Городской округ граничит с Каширским, Острогожским, Хохольским и Лискинским муниципальными районами. Площадь лесов в черте городского округа город Нововоронеж составляет 1069 га. Равнинный рельеф местности, удачное расположение города вблизи автомобильных транспортных артерий (автодороги Воронежское шоссе и Воронеж – Луганск с мостовым переходом через р. Дон) и железнодорожной ветки Воронеж – Лиски, благоприятные климатические условия способствуют хозяйственному и производственному развитию городского округа; инженерно-геологические условия в целом благоприятны для строительства.

## География
Город расположен на левом берегу Дона, в 38 км к югу от Воронежа. Территория застройки — 46,13 км². Железнодорожная станция Нововоронежская (ветвь Колодезная-Нововоронежская ЮВЖД), на данный момент пассажирское сообщение отсутствует. Рядом с городом в д. Борщёво находится всемирно известный археологический памятник Костёнки.

### Климат
Климат города — умеренно-континентальный, с четырьмя выраженными сезонами года. На погодные условия в Нововоронеже влияют преобладающие ветры, рельеф местности и городская застройка. Опосредованное влияние на климат города так же имеет незамерзающий зимой пруд-охладитель Нововоронежской АЭС.
| Показатель                                      | Янв.  | Фев.  | Март | Апр. | Май  | Июнь | Июль | Авг. | Сен. | Окт. | Нояб. | Дек. | Год  |
| ----------------------------------------------- | ----- | ----- | ---- | ---- | ---- | ---- | ---- | ---- | ---- | ---- | ----- | ---- | ---- |
| Средний суточный максимум, °C                   | −5    | −4,2  | 1,2  | 13,2 | 21,1 | 24,8 | 26,1 | 25,2 | 19,0 | 10,6 | 2,4   | −1,9 | 11,0 |
| Средняя температура, °C                         | −8,3  | −7,8  | −2,3 | 8,3  | 15,2 | 19,0 | 20,4 | 19,4 | 13,7 | 6,7  | −0,3  | −4,7 | 6,6  |
| Средний суточный минимум, °C                    | −11,6 | −11,4 | −5,7 | 3,4  | 9,4  | 13,2 | 14,8 | 13,6 | 8,5  | 2,8  | −2,9  | −7,5 | 2,2  |
| Норма осадков, мм                               | 40    | 31    | 29   | 37   | 44   | 65   | 69   | 52   | 51   | 41   | 47    | 48   | 554  |
| Источник: Климатические данные для Нововоронежа |       |       |      |      |      |      |      |      |      |      |       |      |      |

## История
Был основан в 1957 году как посёлок городского типа Ново-Грэсовский (затем был переименован в Нововоронежский) в связи со строительством Нововоронежской атомной станции.
С 1959 года по 1963 год являлся центром Нововоронежского района.
Статус города установлен Указом Президиума Верховного Совета РСФСР № 5611-XI от 23 марта 1987 года.
В 2008 году образован городской округ город Нововоронеж.
С 7 июля 2014 года по 13 июля 2014 года в городе прошли X Всероссийские летние сельские игры. В 2020 году в городе был установлен неоднозначный памятник легендарной основательнице города Алёнке, которая, согласно преданию, нашла хорошее место и привела туда односельчан. Благодаря этому памятнику Нововоронеж прославился на всю Россию, Украину и Белоруссию. Кованая скульптурная композиция, которая обошлась городу в миллион рублей и вызвала негативные отзывы горожан, через три дня после установки была демонтирована и позже продана на аукционе за 3,6 млн рублей при стартовой цене в 1 млн руб. Обновленный памятник Алёнке, но уже из бронзы, был открыт 1 июля 2022.

## Статус и территория

Городской округ на административной карте области

Город образует административно-территориальную единицу и муниципальное образование городской округ город Нововоронеж с единственным населённым пунктом в его составе.
Территорию городского округа составляют исторически сложившиеся земли, прилегающие к ним земли общего пользования, территории традиционного природопользования населения, рекреационные земли, земли для развития городского округа и другие земли независимо от форм собственности и целевого назначения. Границы городского округа — город Нововоронеж установлены на основании Закона Воронежской области от 02.12.2004 г. № 88-ОЗ. Общая площадь территории городского округа составляет 4613 гектаров.

## Символика
Герб городского округа город Нововоронеж Воронежской области был утверждён 25 апреля 2006 года решением Нововоронежской городской Думы.
В описании герба говорится: «В лазоревом (синем, голубом) поле серебряный обернувшийся орёл с распростёртыми крыльями, держащий в лапах золотой безант с тремя вписанными, и, расходящимися наподобие вилообразного креста, лучами того же металла; и золотой главой, обременённой пятью червлёными звёздами о пяти лучах; две звезды по сторонам видны наполовину».
Выбор фигуры орла обоснован тем фактом, что ещё в 1712 году для Воронежского гарнизонного пехотного полка было составлено знамя с «птицей, сидящей на стреляющей пушке», символизирующей «храбрость, веру, победу, величие и власть».
Флаг утверждён 25 апреля 2006 года и внесён в Государственный геральдический регистр Российской Федерации с присвоением регистрационного номера 2300.

## Население
| 1959    | 1970    | 1979    | 1989    | 1996    | 1998    | 2000    | 2001    | 2002    |
| ------- | ------- | ------- | ------- | ------- | ------- | ------- | ------- | ------- |
| 3011    | ↗12 714 | ↗25 750 | ↗35 666 | ↗39 900 | ↗40 000 | ↘39 900 | ↘39 800 | ↘36 961 |
| 2005    | 2006    | 2007    | 2008    | 2009    | 2010    | 2011    | 2012    | 2013    |
| ↘36 300 | ↘36 000 | ↘35 600 | ↘35 200 | ↘34 930 | ↘32 635 | ↘32 600 | ↘32 136 | ↘31 838 |
| 2014    | 2015    | 2016    | 2017    | 2018    | 2020    | 2021    | 2025    |         |
| ↘31 721 | ↘31 560 | ↘31 502 | ↗31 607 | ↘31 503 | ↗31 540 | ↘30 658 | ↘30 434 |         |

На 1 января 2025 года по численности населения город находился на 489-м месте из 1124 городов Российской Федерации.
Национальный состав
По итогам переписи населения 2020 года проживали следующие национальности (национальности менее 0,1 % и другое, см. в сноске к строке «Другие»):
| Национальность | Численность, чел. | Доля     |
| -------------- | ----------------- | -------- |
| Русские        | 24 296            | 79,25 %  |
| Украинцы       | 173               | 0,56 %   |
| Другие         | 6189              | 20,19 %  |
| Итого          | 30 658            | 100,00 % |

## Экономика
К концу 2002 года в городе насчитывалось 1202 предприятия и прочих коммерческих организаций. На территории городского округа город Нововоронеж находятся одиннадцать инвестиционных площадок общей площадью 25,81 га.
Основные отрасли экономики:
- Атомная энергетика (главная экономическая отрасль города) — объём отгруженных товаров собственного производства, выполнено работ и услуг собственными силами за 2007 год 7,3 млрд рублей

## Административно-территориальное деление

#### Районы города
- Центральный
- Медвежий угол
- БАМ
- Аленовка
- Коммунальная

#### Микрорайон
- Северный

## Органы власти
Нововоронежская городская Дума избирается 1 раз в 5 лет, состоит из 24 депутатов. С 2015 по 2020 гг. работала городская Дума 6 созыва.

### Руководители города
Председатели горисполкомов:
- Шаталов, Александр Николаевич
- Сафронов, Виктор Алексеевич
- Горбатовский, Андрей Иванович

Главы администрации:
- Верба, Иван Григорьевич
- Чесноченко, Константин Константинович
- Синицын, Владимир Николаевич (08.12.1996 избран народным голосованием на первый срок — 08.12.2000 истёк срок полномочий; 24.12.2000 избран народным голосованием на второй срок — 29.12.2004 истёк срок полномочий; оставался на посту до середины 2005 года из-за отсутствия преемника)
- Акимов, Сергей Леонидович (30.06.2005 назначен решением Нововоронежской городской Думы — 11.03.2010 подал в отставку)
- Мозговой, Сергей Иванович (01.06.2010 назначен решением Нововоронежской городской Думы — 12.09.2011 подал в отставку)
- Честикин, Сергей Александрович (02.11.2011 назначен решением Нововоронежской городской Думы на первый срок — 29.09.2015 назначен решением Нововоронежской городской Думы и. о. главы администрации в связи с истечением срока полномочий; 02.12.2015 назначен решением Нововоронежской городской Думы на второй срок — 30.11.2018 досрочно прекращены полномочия)
- Лещенко, Владимир Викторович (Решением Нововоронежской городской Думы № 345 от 06.03.2019 назначен на высшую должность муниципальной службы главы администрации городского округа город Нововоронеж.)

## Социальная сфера

### Образование: высшее и среднее
В городе развита сеть образовательных учреждений, представленная 10 дошкольными учреждениями; 4 средними общеобразовательными школами; 4 учреждениями дополнительного образования и учреждением ФГОУ «Нововоронежский политехнический колледж» — филиал НИЯУ МИФИ. Кроме того, в городе  есть возможность получить профессиональное образование высшее в воронежском МИКТе и среднее в нововоронежском филиале РЭПК. В городе функционирует Нововоронежский филиал Технической академии Росатома, ранее известный как Учебно-тренировочный центр, где проходят уникальное обучение российские и зарубежные специалисты отрасли производства тепловой и электрической энергии.
Ежегодно в конце учебного года для выпускников 11-х классов нововоронежских школ организуется общегородской бал «Юность Атомграда».

### Культура
Основные культурные учреждения города – Дворец культуры, Дом детского творчества, кинотеатр «Уран» с двумя залами, библиотека, Парк культуры и отдыха с аттракционами(сейчас на реконструкции). Есть также музей Нововоронежской АЭС.

#### СМИ
Городские события освещаются на страницах газеты «Мой город» и в информационных выпусках кабельного телевизионного канала.

### Спорт
- «Атом Арена» — спортивный комплекс с тремя бассейнами и универсальным игровым залом для командных видов спорта[38]
- Ледовая арена «Остальная»,[39] на базе которой работают секции по фигурному катанию на коньках и хоккею, а также проводятся соревнования по этим видам спорта и сеансы массового катания на коньках.[40]
- Многофункциональный спортивный комплекс с открытым стадионом на 3000 мест,[41] крытым манеж, и спортивными залами.[42] В 2014 году на базе комплекса прошли X Всероссийские летние сельские игры,[43] а в 2018 году Спартакиада студенческих стройотрядов ЦФО.[42]
- Центр боевых искусств[44]

В Нововоронеже есть свой футбольный клуб «Атом». На территории города имеется также оздоровительные учреждения, например, профилакторий-санаторий «Энергетик».

## Известные жители

- Гречишкин, Иван Фёдорович — бригадир на Нововоронежской АЭС, Герой Социалистического Труда.[46]
- Заведий, Виктор Иванович — ликвидатор аварии на Чернобыльской АЭС, Герой Социалистического Труда.[46]
- Максимов, Николай Григорьевич — бригадир слесарей цеха Нововоронежской АЭС, Герой Социалистического Труда.[46]
- Овчинников, Фёдор Яковлевич — первый директор Нововоронежской АЭС, заместитель Министра энергетики и электрификации СССР.[46]
- Прозоровский, Дмитрий Викторович — начальник управления строительства Нововоронежской АЭС, Герой Социалистического Труда.[46]
- Свиридов, Николай Алексеевич — Герой Советского Союза.[46]

## Памятники
В декабре 2020 года к 250-летию села Новая Алёновка, на месте которого и появился город Нововоронеж, была установлена кованая скульптура Алёнка. Однако её неоднозначный внешний вид поднял волну обсуждений вначале в самом городе, а затем после публикаций в СМИ и по всей стране. Спустя несколько дней после открытия памятник был демонтирован и отправлен на хранение, а в 2022 году на его месте была установлена новая скульптура, отлитая из бронзы. Прежний монумент новый собственник предполагает установить в одном из вновь построенных спальных районов Воронежа.

## Города-побратимы
- Пакш (Венгрия, с 2015)[48]